# In Bloom
In Bloom är en singel från 1992 av det amerikanska grungebandet Nirvana, vilken släpptes som den fjärde singeln från bandets andra studioalbum Nevermind. "In Bloom", som skrevs av Nirvanas sångare Kurt Cobain, blev bandets fjärde singel att komma med på topp 30 i Storbritannien och hamnade som bäst på plats 5 i USA. Låttexten riktar sig mot de fans som vanligtvis inte lyssnar på undergroundmusik och därför är låten fylld med ironi. "In Bloom" kom på plats 407 på Rolling Stones lista "The 500 Greatest Songs of All Time" från 2004.
Nirvana spelade först in "In Bloom" i april 1990 och låten innehöll då en brygga som producenten Butch Vig valde att ta bort. Låten spelades sedan in igen i maj 1991 och var en av de första låtarna att spelas in för Nevermind. Cobain ändrade sin sångröst under de olika inspelningarna av låten, vilket gjorde det svårt för Vig att justera volymen mellan verserna och refrängen. Cobain valde att inte använda sig av pålägg, vilket kan ha berott på tidspress. Under inspelningarna av "In Bloom" valde Vig istället att låta trumslagaren Dave Grohl sjunga harmonistämman. När låten spelades in fick Vig ofta lura Cobain för att kunna få sin vilja igenom.
Musikvideon regisserades av Kevin Kerslake och i den syns Nirvana göra parodi på musikuppträdanden som visades under tidigt 1960-tal i diverse TV-program. Cobain kände att han med musikvideon ville visa upp Nirvanas humoristiska sida eftersom han tyckte att folk i allmänhet hade tagit bandet på för stort allvar under det gångna året. Musikvideon vann en MTV Video Music Award i kategorin Best Alternative Video 1993 och låten hamnade i topp i musikvideokategorin på The Village Voices lista Pazz & Jop 1992.

## Bakgrund och inspelning

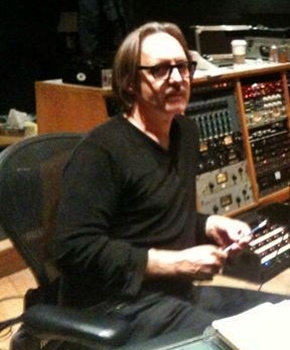
Producenten Butch Vig (på bilden) fick ofta lura Kurt Cobain för att kunna få sin vilja igenom under inspelningen av låten.

Första gången Nirvana spelade "In Bloom" under en konsert var kvällen innan de spelade in demoversionen av låten. Krist Novoselic mindes att låten från början lät som en Bad Brains-låt, men att Cobain senare gjorde om den till en poplåt. Efter att Cobain hade ändrat låten ringde han Novoselic och spelade låten för honom via telefonen. Nirvana spelade först in "In Bloom" med Butch Vig i Smart Studios i Madison, Wisconsin i april 1990. Låten var då tänkt att släppas på bandets andra album för Sub Pop och hade från början en brygga som Vig valde att ta bort. Novoselic har sagt att Vig skar bort bryggan från masterinspelningen med hjälp av ett rakblad att han sedan slängde sedan den bortskurna biten i en papperskorg. Låtarna som spelades in under denna session lades in på en demokassett och skickades runt till olika skivbolag, vilket gjorde att bandet uppmärksammades hos några större skivbolag.
Efter att Nirvana hade blivit signade av DGC Records hade de ett möte med Vig i maj 1991 för att påbörja arbetet med sitt andra album, Nevermind. De valde att spela in albumet i Sound City Studios i Van Nuys, Kalifornien istället för i Smart Studios, som de tidigare hade haft sin demoinspelning i. Novoselic har sagt att skillnaderna mellan demoversionerna och de slutgiltiga versionerna av låtarna inte var så stora utan att det mest handlade om att han "förenklade" sitt basspelande. Den nya trumslagaren Dave Grohl valde att hålla sitt trumspelande snarlikt det som hans föregångare Chad Channing hade spelat in, men han bestämde sig för att lägga in mer slagkraft och precision i låtarna. "In Bloom" var en av de första låtarna som spelades in i Sound City Studios eftersom Vig kände att det passade att välja en låt som bandet tidigare hade spelat in i Smart Studios. Cobain ändrade sin sångröst under de olika inspelningarna av låten, vilket gjorde det svårt för Vig att justera volymen mellan verserna och refrängen. Vig har sagt att han fick ändra vissa inspelningsinställningar allteftersom de spelade in och han hoppades på att Cobain skulle sjunga sina stycken utan att göra för stora förändringar mellan inspelningarna.
Cobain valde att inte använda sig av pålägg, vilket kan ha berott på tidspress. Under inspelningarna av låten valde Vig istället att låta Grohl sjunga harmonistämman. Till en början hade Grohl svårigheter att få till rätt tonart, men till slut sjöng han så som Vig ville att han skulle sjunga. Vig fick ofta lura Cobain, som generellt sett var emot att spela in samma låt mer än en gång, genom att säga att dessa senare inspelningar skulle användas som pålägg. Vig fick Cobain att använda sig av dubblering genom att säga att John Lennon hade använt sig av detta. Denna teknik använde sig Vig av även på Grohls sång, då han kände att om han redan hade gjort det för Cobains sång kunde han lika väl göra det för Grohls sång också.

## Komposition och låttext
"In Bloom" är ett exempel på den musikstil som Nirvana använde sig av när de spelade in Nevermind, där de skiftade mellan tysta och högljudda stycken. Under verserna använde sig Cobain av en Mesa Boogie-gitarrförstärkare för att i refrängen istället använda sig av en Fender Bassman-förstärkare. Detta var ett förslag av Vig, för att på så sätt få fram ett tyngre och mer förvrängt ljud. Grohl och Novoselic bestämde sig för att spela sina stycken på ett så enkelt sätt som möjligt; Grohl har sagt att det var en oskriven regel att inte lägga in för mycket trumslingor i låten medan Novoselic kände att hans roll enbart var att "betjäna" låten.

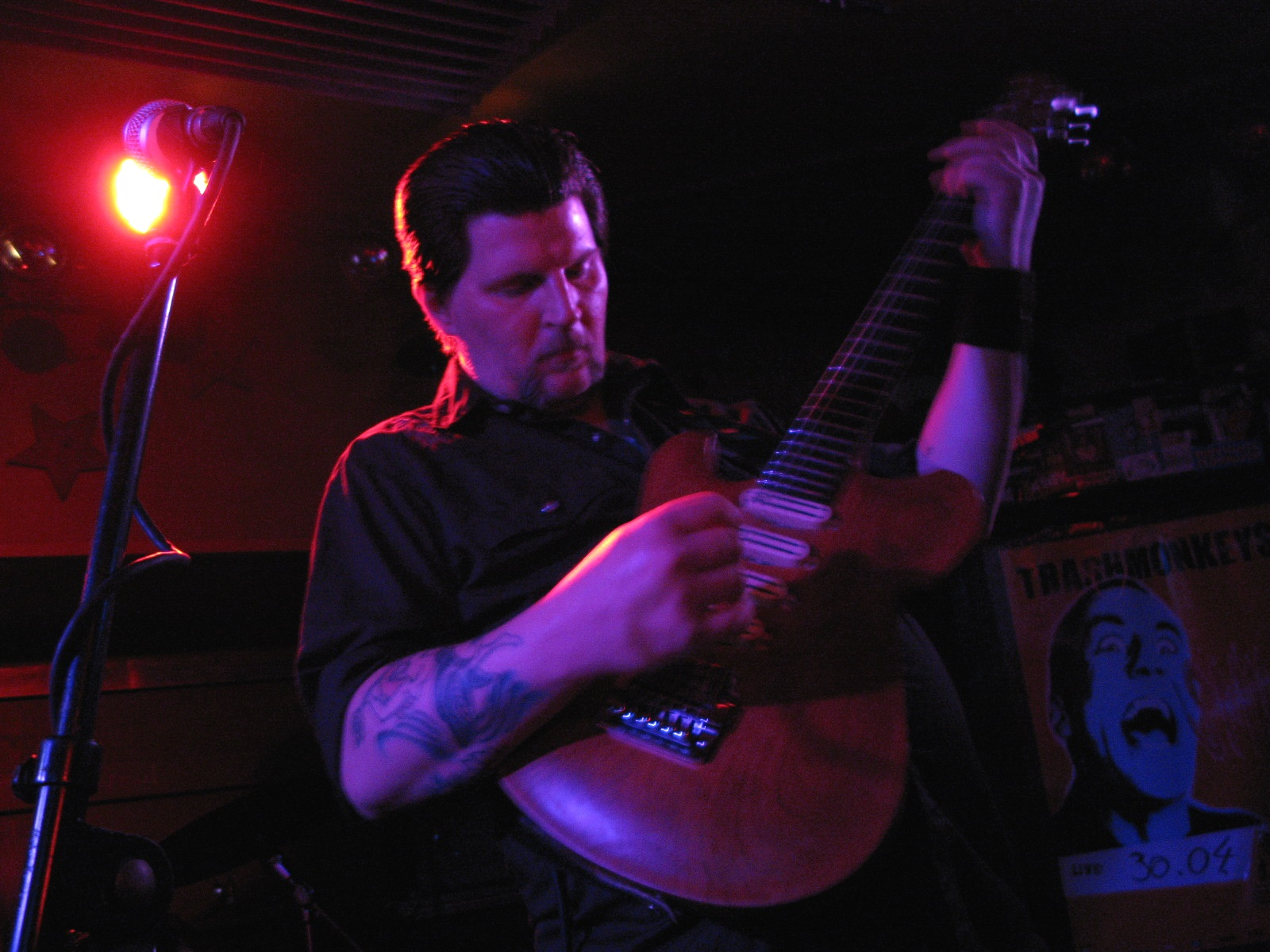
"In Bloom" är tillägnad Cobains vän Dylan Carlson (på bilden).

"In Bloom" är tillägnad Cobains vän Dylan Carlson. Cobains låttext riktade sig mot de fans som vanligtvis inte lyssnade på undergroundmusik eftersom dessa personer hade börjat dyka upp på Nirvanas konserter sedan bandet hade släppt sitt debutalbum 1989. Nirvanas levnadstecknare Michael Azerrad har skrivit att han tyckte att låttexten passade ännu bättre in för att beskriva den popularitet som bandet fick uppleva i och med lanseringen av Nevermind. Vad det gällde låtens refräng ansåg Azerrad att det geniala med ironin i låttexten är att den är så snärtig att miljoner av människor faktiskt sjunger med till den. Nirvanas levnadstecknare Everett True skrev en ovanligt negativ recension av låten i tidskriften Melody Maker. Han anklagde bandet för att mjölka pengar i kölvattnet av framgångarna för Nevermind och True ansåg att bandets uppträdanden av "Sliver" och "Polly", som kom med som B-sidor på singeln, var under all kritik. Mark Deming från Allmusic ansåg att "In Bloom" var den låt på Nevermind som var starkast influerad av hårdrocken och han ansåg att detta kunde ha att göra med Cobains musikaliska influenser under hans uppväxt.

## Lansering och mottagande
"In Bloom" släpptes som den fjärde singeln från Nevermind i november 1992. Det var dock enbart i Europa som singeln lanserades i butiker, då endast promosinglar släpptes i USA. "In Bloom" nådde som bäst plats 28 på topplistan UK Singles Chart och plats 30 på Sverigetopplistan. Fastän singeln inte hade någon officiell lansering i USA nådde den ändå upp till plats 5 på den amerikanska topplistan Hot Mainstream Rock Tracks. Singeln "In Bloom" släpptes i LP-format i november 2011 i samlingsboxen Nevermind: The Singles.
"In Bloom" kom på plats 407 på Rolling Stones lista "The 500 Greatest Songs of All Time" från 2004. Låten kom samma år på plats 16 när New Musical Express listade de tjugo bästa Nirvana-låtarna någonsin och 2011 placerade tidskriften "In Bloom" på plats 5 på listan "Nirvana: Ten Best Songs". "In Bloom" röstades fram som den åttonde bästa Nirvana-låten någonsin av läsarna av Rolling Stone och listades på plats 5 på "10 Best Nirvana Songs" av Diffuser.fm. "In Bloom" hamnade på plats fem över de 20 mest spelade Nirvana-låtarna någonsin i Storbritannien, vilket var en lista framtagen av Phonographic Performance Limited för att hedra Cobains 50-årsdag den 20 februari 2017.

## Musikvideor

### 1990-års version
Den första musikvideon till "In Bloom" spelades in i april 1990 och släpptes året efter på videobandet Sub Pop Video Network Program 1. Denna musikvideo innehåller en tidig version av låten som spelades in i Smart Studios under samma månad som musikvideon. I musikvideon, som regisserades av Steve Brown, går bandet runt på Manhattan där till exempel South Street Seaport, Lower East Side och Wall Street visas. Under inspelningen av musikvideon rakade Novoselic av sig håret, som straff för en dålig konsert som bandet hade hållit i New York. I och med detta uppstod det ett kontinuitetsproblem, eftersom det finns scener i musikvideon som visar Novoselic både med och utan hår. Denna musikvideo släpptes senare på samlingsboxen With the Lights Out och går ibland under titeln "In Bloom (Alternate Version)".

### 1992-års version
En ny musikvideo spelades in 1992, i samband med lanseringen av singeln. Denna musikvideo regisserades av Kevin Kerslake, som tidigare hade regisserat bandets musikvideor till "Come as You Are" och "Lithium"; Kerslake skulle senare även regissera musikvideon till "Sliver". Cobains ursprungliga idé för musikvideon var att den skulle handla om en ung flicka som föddes in i Ku Klux Klan och som en dag förstår just hur onda de är. Efter att han själv kom på hur ambitiös denna idén var ändrade han sig till att parodiera musikuppträdanden som visades under tidigt 1960-tal i diverse TV-program, främst The Ed Sullivan Show. Cobain kände att han med musikvideon ville visa upp Nirvanas humoristiska sida, då han tyckte att folk i allmänhet hade tagit bandet på för stort allvar under det gångna året. Kerslake filmade musikvideon med hjälp av äldre Kinescopekameror och Nirvana improviserade hela sitt framträdande. Musikvideon börjar med att en programvärd, spelad av Doug Llewelyn, presenterar Nirvana som ett anständigt band och klipp från skrikande tonåringar användes genom hela musikvideon. I musikvideon har bandmedlemmarna först på sig The Beach Boys-inspirerade kläder för att senare ha på sig klänningar. Cobain hade även på sig ett par glasögon som begränsade hans sikt och Novoselic klippte sitt hår kort, något han gillade så mycket att han valde att behålla denna frisyr även efter musikvideon var färdiginspelad. Bandet förstör även sina instrument under musikvideons gång.
Tre olika versioner av musikvideon skapades av Kerslake. Cobain hade för avsikt att ersätta den första versionen, efter att den hade sänts ett tag, med en andra version i vilken bandet hade på sig klänningar istället för kostymer. MTV:s program 120 Minutes insisterade på att få premiärvisa musikvideon, men Cobain kände att programmet inte kunde förmedla musikvideons humoristiska sida på ett korrekt sätt. Istället klipptes det ihop en version i vilken bandmedlemmarna har på sig både kostymer och klänningar. Originalversionen av musikvideon sändes aldrig på TV. Musikvideon vann en MTV Video Music Award i kategorin Best Alternative Video 1993 och låten hamnade i topp i musikvideokategorin på The Village Voices lista Pazz & Jop 1992.

## Coverversioner
Flera artister har gjort coverversioner av "In Bloom". Det belgiska rock-/popbandet Hooverphonic släppte sin tolkning av låten på albumet Rendez-Vous: 25 unieke covers uit 25 jaar Studio Brussel och det amerikanska rockbandet So They Say spelade in sin coverversion för albumet Punk Goes '90s. Four Year Strong släppte sin tolkning av låten på sitt coveralbum Explains It All.
Till 20-årsjubileet av lanseringen av Nevermind spelades flera coverversioner in av bland annat denna låt, för att på så sätt hylla Nirvana. Den tyska tidskriften Musikexpress släppte ett hyllningsalbum i oktober 2011 där Fink stod för tolkningen av "In Bloom". Tidskriften Spin släppte även de ett hyllningsalbum under 2011, kallat Newermind, där Butch Walker & the Black Widows var de som spelade in en coverversion av låten. I oktober 2011 släppte skivbolaget Reimagine Music sitt hyllningsalbum Come as You Are: A 20th Anniversary Tribute to Nirvana's Nevermind, där tolkningen av "In Bloom" spelades in av bandet mewithoutYou. Tidskriften Kerrang! släppte också ett hyllningsalbum till Nevermind och där var det Framing Hanley som framförde låten. Torche spelade in en cover av låten för hyllningsalbumet Whatever Nevermind.

## Låtlista
Alla låtar är skrivna och komponerade av Kurt Cobain, om inte annat anges. 
| Nr | Titel                | Längd |
| -- | -------------------- | ----- |
| 1. | In Bloom             | 4:14  |
| 2. | Sliver (liveversion) | 2:03  |
| 3. | Polly (liveversion)  | 2:45  |

## Topplistor
| Land eller världsdel | Högsta listplacering |
| -------------------- | -------------------- |
| Australien           | 73                   |
| Finland              | 16                   |
| Irland               | 7                    |
| Nederländerna        | 87                   |
| Nya Zeeland          | 20                   |
| Storbritannien       | 28                   |
| Sverige              | 30                   |
| USA                  | 5                    |